# Baasz Párt

A Baasz Párt zászlaja

A Baasz Párt (arabul: حزب البعث العربي الاشتراكي), hosszabb nevén az Arab Szocialista Baasz Párt egy szunnita arab (Salah al-Din al-Bitar), egy alavita (Zaki al-Arsuzi), illetve egy keresztény arab (Michel Aflaq) szellemi termékeként, a nacionalizmus eszméjének nevében jött létre az 1940-es években, céljaiul pedig az arab egységet és a szabadságot tűzte ki, függetlenül a vallási, szektariánus, törzsi és faji különbségektől az arabok között. A párt eszméjének középpontjában az antiimperializmus, pánarabizmus, arab szocializmus és nacionalizmus állnak. Jelmondatuk: „Egység, szabadság, szocializmus”
A Baasz Párt 1963 és 2024 között volt hatalmi pozícióban Szíriában.

## Megalakulása, kezdeti idők
A Baasz Párt 1947-ben alakult meg, a párt kezdetben egyfajta nacionális ideológiájú felszabadítási mozgalomként indult a francia mandátum alatt álló Szíriában (és Libanonban). A pánarabizmus, egy vallási, törzsi különbségeket átívelő arab közösség eszméje a második világháború alatt vált népszerűvé. Szíria függetlenedése (1946) után még fontosabbá vált az arab egység, az önállóság megőrzése és a külső hatalom elleni harc. A párt középpontjában a szocializmus gondolatvilága állt, arab jellegzetességekkel. Kezdetben a párt csak vidéken volt népszerű, de a korai 100 tagról az 1950-es évek elejére 4500 tagra nőtt a tagok száma. A Baasz párt egyesült az Akram al-Hawrani által vezetett Arab Szocialista Párttal. 1955-ben a párt úgy döntött, támogatja az egyiptomi elnök, Gamal Abden-Nasszer arab nacionalista és pánarab törekvéseit, politikáját.

## A Baasz Párt Szíriában
1954-ben, mikor az Adib al-Shishakli által vezetett katonai kormány megdőlt, és a demokratikus rendszer visszaállni látszott, a Baasz Párt a második legjelentősebb párttá nőtte ki magát Szíriában, és egyben a nyugati imperializmus elleni ideológiai harc leghangosabb képviselője lett. 1963-ban ugyan a Baasz Párt került hatalomra, de a párton belül problémák adódtak. 1963 közepére a pártnak már csak 2500 tagja volt, folyamatosan vesztett népszerűségéből. 1966 február 23-án, a radikálisabb bal szárnya a pártnak és a legbefolyásosabb politikusok közé tartozó Salah Jadid véres puccsal átvette a hatalmat. Kormányzását az eddigieknél egy sokkal radikálisabb irány jellemezte. A puccs után a párt két részre szakadt.